# Русский медицинский журнал
РМЖ (Русский медицинский журнал) — коммерческое издание, специализирующееся на медицинских публикациях, позиционируемое издателем («ИД РМЖ») в качестве «независимого издания для практикующих врачей». Издается с 1995 года, в год выходит порядка 35-40 тематических выпусков. Статьи журнала не рецензируются, и проходят лишь оценку редакцией и редакционным советом.
Заявленная редакцией цель журнала — последипломное образование врачей общей практики.
Журнал имеет широкую аудиторию, в частности его читают врачи, клинические ординаторы и аспиранты, студенты старших курсов медицинских институтов.
Распространяется бесплатно среди специалистов и медучреждений России. Стоимость подписки около 5 тыс. руб за год.
Входит в Российский индекс научного цитирования.

## Описание издания
Издание включает в себя: специализированные номера, посвящённые различным разделам медицины; общие номера, где публикуются материалы по всем направлениям медицины;
Некоторые приложения журнала:
- РМЖ. Приложение. Клиническая офтальмология
- РМЖ. Приложение. Онкология

Материалы журнала публикуются для открытого доступа на сайте журнала, при этом отсутствует непосредственная плата как с читателей, так и с авторов статей. Таким образом, издание относится к типу «No-fee open-access» (nFOA), источником финансирования для журналов подобного типа могут быть, например, доход от рекламы, спонсорская помощь, благотворительные взносы.
По сравнению с другими российскими журналами, в Русском медицинском журнале чаще публикуются обзоры, а не авторские исследования; в нём также высоко количество рекламных материалов.
В течение многих лет, в частности в 2007, 2010, 2012 и 2014 годах, Русский медицинский журнал являлся лидером среди специализированных медицинских изданий страны по объёму полученных от рекламы средств, наряду с Consilium Medicum. Например, за первую половину 2012 года журналом было привлечено 3,3 млн долларов; по итогам 2014 года объём составлял почти 4 млн долларов.
Отдельные статьи, публикуемые в РМЖ, могут быть частью действий фармкомпаний по продвижению собственных препаратов и служить привлечению внимания со стороны врачей и фармакологов.

## Критика
Длительное время «Русский медицинский журнал» не входил в список «ведущих рецензируемых научных журналов» ВАК Минобрнауки РФ. Лишь в октябре 2016 года он был включен в этот список.
По суждению д.м.н. Василия Власова, главного редактора журнала «Доказательная медицина и Клиническая эпидемиология», опубликованному в журнале Ремедиум № 4, 2007, журнал РМЖ являлся рекламным и лишь имитировал настоящие рецензируемые журналы:

Научная периодика подвергается ещё более разрушительному влиянию со стороны коммерческих журналов. Только на первый взгляд они занимают особую нишу очевидно рекламных изданий, распространяемых бесплатно. В действительности все такие журналы более или менее успешно имитируют настоящие рецензируемые журналы. Если Русский медицинский журнал уже обжился в этой нише и его все знают, то другие подобные издания более или менее пытаются избежать подобной узнаваемости.